# Tune-Yards
Tune-Yards è un progetto musicale statunitense composto dalla cantautrice Merrill Garbus e il polistrumentista Nate Brenner, fondato dalla Garbus nel 2006 a New Canaan, Connecticut, a cui nel 2009 si è aggiunto Brenner come membro ufficiale.

## Biografia

### Infanzia e giovinezza
Merrill Garbus nacque nel 1979 e passò infanzia ed adolescenza tra New York e New Canaan, nel Connecticut Frequentò poi lo Smith College a Northampton in Massachusetts.

### Primi anni '00: Tra teatro e musica
In questo periodo si formò e lavorò poi come burattinaia per il Sandglass Theatre nel Vermont e visse a Montreal dove suonava l'ukulele nella band Suor Suvi con il chitarrista Patrick Gregoire e il batterista Nico Dann.
Importanti, in questo periodo furono gli scambi con la sorella Ruth, anch'ella musicista prima con i Feathers (che realizzarono un omonimo album per la Feathers Family nel 2005), e poi con gli Happy Birthday con cui incisero un album per la Sub Pop nel 2010.

### 2006-2010: La nascita di Tune-Yards ed i primi lavori
Intorno al 2006 Merrill Garbus inaugura il suo pseudonimo Tune-Yards, per poi realizzare il suo primo album autoprodotte con un registratore su cassetta nel 2008. Bird-Brains vedeva un cut-up di sonorità folk, electro, indie rock ed hip hop in una apparente totale libertà. Dopo una prima pubblicazione autoprodotte fu la Marriage Records a produrre una edizione limitata dell'album, per poi firmare con la 4AD che ristampò l'album nell'agosto 2009, per poi registrare due bonus track al Abbey Road Studios di Christian Wright da inserire in una successiva ristampa.
Nel frattempo Merrill Garbus aveva incontrato Nate Brenner, che divenne parte essenziale del suo alter-ego musicale, per trasferirsi poi ad Oakland, California.

### 2011-2016:WhokilleNikki Nack
Il secondo disco Whokill viene diffuso nell'aprile 2011. Il singolo Bizness anticipa la pubblicazione dell'album nel febbraio 2011. Nell'album compaiono i sassofonisti Matt Nelson e Noah Bernstein.
La Garbus ritorna a registrare del nuovo materiale per il suo terzo album verso la metà del 2013. Il 6 maggio 2014 viene pubblicato Nikki Nack.

## Discografia
Album studio
- 2009 – Bird-Brains
- 2011 – Whokill
- 2014 – Nikki Nack
- 2018 – I Can Feel You Creep Into My Private Life
- 2021 – Sketchy
- 2025 - Better Dreaming

EP
- 2009 - Bird-Droppings (solo digitale negli USA)